# Liste der Baudenkmäler in Lennestadt
Die Liste der Baudenkmäler in Lennestadt enthält die denkmalgeschützten Bauwerke auf dem Gebiet der Stadt Lennestadt im Kreis Olpe in Nordrhein-Westfalen. Diese Baudenkmäler sind in der Denkmalliste der Stadt Lennestadt eingetragen; Grundlage für die Aufnahme ist das Denkmalschutzgesetz Nordrhein-Westfalen (DSchG NRW).

## Altenhundem
| Bild                                | Bezeichnung                         | Lage                                     | Beschreibung | Bauzeit    | Eingetragen seit | Denkmal- nummer |
| ----------------------------------- | ----------------------------------- | ---------------------------------------- | --- | ---------- | ---------------- | --------------- |
| Wohnhaus (repräsentativer Landsitz) | Wohnhaus (repräsentativer Landsitz) | Altenhundem An der Vogelwarte 13 Karte   | Wohnhaus, repräsentativer Landsitz der 1920er Jahre mit Säulenveranda | 1937       | 22.12.2006       | 1               |
| Wohnhaus                            | Wohnhaus                            | Altenhundem Hundemstraße 95 Karte        | Wohnhaus (Haus Cordial), Putzbau mit neoromanischer Formenvielfalt | um 1920    | 12.02.1990       | 2               |
| Wohnhaus                            | Wohnhaus                            | Altenhundem Pfarrgasse 21 Karte          | eingeschossiges Wohnhaus mit Zwerchhaus mitsamt seiner Ausstattung an Türen und Fenstern der Zeit um 1904. Das Wohnhaus dokumentiert das Leben der Bürgerschaft der Zeit um 1900. Die qualitätsvolle Ausführung in Erscheinungsbild und Ausführung der Fenster und Türen belegen, dass hier für eine im Vergleich zur durchschnittlichen ländlichen Bevölkerung gut gestellte Familie gearbeitet worden ist. | um 1904    | 27.02.2018       | 110             |
| Ehemaliges Schulgebäude             | Ehemaliges Schulgebäude             | Altenhundem Hochstraße 16 Karte          | Ehemaliges Schulgebäude, zweigeschossiger Mauerbau | 1914       | 10.10.1994       | 3               |
| weitere Bilder                      | Evangelische Kirche Altenhundem     | Altenhundem Lindensiepen Karte           | Evangelische Kirche, erbaut 1867 im neoromanischen Stil | 1867/68    | 18.07.1988       | 4               |
| Kirchengebäude                      | Kirchengebäude                      | Altenhundem Pfarrgasse Karte             | Katholische Pfarrkirche, neogotischer Stil, s. auch Beitrag St. Agatha (Altenhundem) | 1900/01    | 10.01.1985       | 105             |
| Fachwerkhaus mit Werkstatt          | Fachwerkhaus mit Werkstatt          | Altenhundem An der Schmiede 2 Karte      | Fachwerkhaus mit Werkstatt | 1874       | 10.07.1987       | 5               |
| Bruchsteingewölbebrücke             | Bruchsteingewölbebrücke             | Altenhundem Brücke über den Hundembach   | Bruchsteingewölbebrücke (7-bogig) | nicht bek. | 29.07.1986       | 6               |
| Fachwerkhaus                        | Fachwerkhaus                        | Altenhundem Helmut-Kumpf-Straße 30 Karte | stattlicher giebelständiger Fachwerkbau mit ungewöhnlich hohem, verschiefertem Krüppelwalmdach, das an beiden Seiten von nicht originalen Gauben durchbrochen wird. An den vorderen Hausecken befinden sich eingeschnitzte und farbig behandelte Ecksäulchen im Erd- und Obergeschoss. | 1721       | 24.07.1992       | 103             |
| Ehemaliges Kloster Maria Königin    | Ehemaliges Kloster Maria Königin    | Altenhundem Olper Straße 46-48 Karte     | denkmalswert sind insbesondere die Kirche und die angrenzenden Wohngebäude als Schule, Internat und Ordenshaus mit dem nördlichen Eingangsvorbau und nordöstlichen Anbau im Umfang der ersten Ausbaustufe 1958, siehe auch Kloster und Gymnasium Maria Königin | ab 1957    | 19.10.2020       | 111             |

## Bilstein
| Bild           | Bezeichnung   | Lage                                                            | Beschreibung | Bauzeit          | Eingetragen seit | Denkmal- nummer |
| -------------- | ------------- | --------------------------------------------------------------- | --- | ---------------- | ---------------- | --------------- |
| Höhenburg      | Höhenburg     | Bilstein Ortszentrum Karte                                      | Burg Bilstein, Burganlage mit Vor- und Hauptburg, s. Hauptartikel Burg Bilstein (Lennestadt) | zw. 1202 u. 1225 | 10.01.1985       | 7               |
| Fachwerkhaus   | Fachwerkhaus  | Bilstein Freiheit 43 Karte                                      | Fachwerkhaus mit durchfensterten Kellersockel und zweiarmiger Treppe zur Haustür (Bauj. um 1900) | um 1900          | 10.10.1994       | 8               |
| Gedenkstein    | Gedenkstein   | Bilstein Bilstein, Ortsausgang Richtung Altenhundem Karte       | Gedenkstein Hohe-Bracht-Straße, rechteckige Steele aus Sandstein, erinnert an den Bau der Straße Altenhundem - Bilstein in der Notzeit 1926–1928, Inschrift stark verwittert (Nicht stets gewann, wer kühn gewagt, doch stets verlor, wer bang verzagt). Der Gedenkstein ist ein Werk des Bildhauers Franz Belke | 1928             | 07.02.1995       | 9               |
| Hofhaus        | Hofhaus       | Bilstein Freiheit 56 Karte                                      | Ehemaliges Hofhaus, zweigeschossiger, giebelständiger Fachwerkbau mit massivem Erdgeschoss. Eingang mit in Anlehnung an barocke Formen gestalteter Haustür in der Mittelachse der straßenseitigen Giebelfassade | 1766             | 18.09.1989       | 10              |
| Ehrenmal       | Ehrenmal      | Bilstein Am Krähenberg Karte                                    | Kriegerehrenmal, hoher Bruchsteinsockel mit einem Schwert als Relief an der Vorderseite und einem auf dem Sockel sitzenden Steinlöwen mit Inschrifttafeln zum Gedenken an die Kriegsopfer. Das Ehrenmal ist ein Werk des Bildhauers Franz Belke | Ende 1920er      | 18.09.1989       | 11              |
| Fachwerkhaus   | Fachwerkhaus  | Bilstein Freiheit 45 Karte                                      | Fachwerkhaus, zweigeschossig - das Fachwerk erstreckt sich im Wohnteil über beide Geschosse, Erdgeschoss im Wirtschaftsteil massiv gemauert, Satteldach mit Naturschiefer, (Bauj. 1827) | 1827             | 08.04.1986       | 12              |
| Haustür        | Haustür       | Bilstein Freiheit 10 Karte                                      | Haustür des Hauses Freiheit 10, mit reichen Schnitzereien besetzte doppelflügelige Haustür, im unteren Teil eines jeden Flügels in einer nahezu quadratischen, im oberen Teil in hochstehender rechteckiger Rahmung mit geschwungenem Bogen. | nicht bek.       | 15.10.1990       | 13              |
| Wohnhaus       | Wohnhaus      | Bilstein Freiheit 39 Karte                                      | Wohnhaus Freiheit 39, zweigeschossiger Fachwerkbau auf hohem, massivem Kellersockel, der an den straßenseitigen Ecken eine Quaderung aus Putz trägt. Eingang in der Mittelachse der fünfachsigen Fassade über zweiarmige Freitreppe mit Podest; altes, aufwendig gearbeitetes Treppengeländer aus Gusseisen. Zweiflügelige Haustür. (Bauj. 2. Hälfte 19. Jahrhundert)                                                             | nicht bek.       | 10.10.1994       | 14              |
| Hofhaus        | Hofhaus       | Bilstein Freiheit 41 Karte                                      | Hofhaus Freiheit 41, zweigeschossiger Fachwerkbau auf massivem Kellersockel. Die südliche Giebelfassade ist vollständig mit Zierverschieferung verkleidet; der Eingang in der Mittelachse ist über eine zweiarmige Treppe und ein Podest erreichbar. Der rückwärtige Wirtschaftsgiebel mit z. T. alten Fenstern ist im Erdgeschoss massiv gemauert. Eine zweiflügelige Heubodentür wurde in die Fassade eingefügt (Bauj. um 1830) | um 1830          | 10.10.1994       | 15              |
| Wohnhaus       | Wohnhaus      | Bilstein Freiheit 54 Karte                                      | Wohnhaus Freiheit 54, zweigeschossiger villenartiger Putzbau, typischer Bau seiner Zeit in teilweise romantisierenden Formen. Vermischung bürgerlichen Wohnbaus mit Elementen ländlicher Bautradition (Baujahr 1903) | 1903             | 12.10.1990       | 16              |
| Wohnhaus       | Wohnhaus      | Bilstein Markt 1 Karte                                          | Wohnhaus Bilsteiner Markt 1, zweigeschossiger Putzbau mit verschiefertem Krüppelwalmdach; vorderes Giebeltrapez in Fachwerk (Bauj. 1783) | 1783             | 06.07.1987       | 17              |
| Fachwerkbau    | Fachwerkbau   | Bilstein Freiheit 50 Karte                                      | Fachwerkhaus Freiheit 50, imposanter und repräsentativer Fachwerkbau mit schiefergedecktem Krüppelwalmdach, die Vorderfront in fünf Achsen angelegt, die mittlere durch einen flachen Giebel und eine doppelflügelige alte Haustür mit Oberlicht betont, auf dem Dach drei versetzt angebrachte Dachhäuschen. Fenster mit alter kleinformatiger Sprossenteilung (Baujahr zwischen 1821 und 1824)                                  | zw. 1821 u. 1824 | 29.04.1986       | 18              |
| Villa          | Villa         | Bilstein Knickweg 5 Karte                                       | herrschaftlicher Villenbau aus der Blütezeit des Ortes Bilstein um 1900. Charakteristisch sind u. a. der Eckturm mit einem Spitzdach und einer schmiedeeisernen Bekrönung sowie ein Wintergarten | zw. 1890 u. 1910 | 26.06.2012       | 96              |
| weitere Bilder | Aussichtsturm | Landstraße Altenhundem - Bilstein Bergkuppe „Hohe Bracht“ Karte | Aussichtsturm Hohe Bracht, errichtet im Jahr 1930 im Zuge der Infrastrukturveränderungen durch den ständig anwachsenden Fremdenverkehr | 1930             | 18.07.1988       | 19              |

## Bonzel-Brenschede-Burbecke
| Bild           | Bezeichnung                                          | Lage                                              | Beschreibung | Bauzeit    | Eingetragen seit | Denkmal- nummer |
| -------------- | ---------------------------------------------------- | ------------------------------------------------- | --- | ---------- | ---------------- | --------------- |
| Hofhaus        | Hofhaus                                              | Bonzel Mindener Straße 5 Karte                    | Hofhaus, Fachwerkbau mit neugedecktem Pfannendach in den üblichen Formen dieser Gegend. | 1780       | 08.01.1991       | 20              |
| Hofhaus        | Hofhaus                                              | Bonzel Am Wasser 1 Karte                          | Hofhaus, stattlicher zweigeschossiger Fachwerkbau (19. Jh.) mit pfannengedecktem Satteldach und verschieferter vorderer Giebelseite. | nicht bek. | 02.01.1989       | 21              |
| Kapelle        | Kapelle                                              | Brenschede Dorfmitte Karte                        | Kapelle St. Martin, schlichter sakraler Bau, Mitte des 17. Jahrhunderts einschiffig mit halbrundem Chorschluss erbaut, Glockentürmchen auf dem verschieferten Satteldach. Der Altar stammt noch aus der Erbauungszeit, s. auch Beitrag Brenschede (Lennestadt)#Kapelle St. Martin                                                                                        | nicht bek. | 11.01.1985       | 22              |
| Meilensteine   | Meilensteine                                         | verschiedene Ortsabschnitte Bundesstraße 55 Karte | 6 Meilensteine an der Bundesstraße 55 im Bereich der Ortsteile Bruchhausen, Bilstein, Bonzel, Elspe, Grevenbrück und Oberelspe. Es handelt sich um Halb- und Vollmeilensteine aus Sandstein; sie stammen aus der ersten Hälfte des 19. Jahrhunderts;Bild: verwitterter Vollmeilenstein bei Elspe mit den Daten Minden 22 Meilen, Meschede 4,5 Meilen und Olpe 3,5 Meilen | nicht bek. | 10.01.1985       | 23              |
| weitere Bilder | Kapelle St. Hubertus und St. Antonius Abt (Burbecke) | Burbecke Dorfmitte Karte                          | Kapelle St. Hubertus und St. Antonius, romanischer Saalbau des 13. Jahrhunderts, später gotisch erweiterter Chor, Satteldach mit Dachreiter als Glockenträger | nicht bek. | 04.06.1985       | 24              |

## Elspe
| Bild           | Bezeichnung    | Lage                                                       | Beschreibung | Bauzeit    | Eingetragen seit | Denkmal- nummer |
| -------------- | -------------- | ---------------------------------------------------------- | --- | ---------- | ---------------- | --------------- |
| weitere Bilder | Kirchengebäude | Elspe Ortsmitte Karte                                      | Kath. Pfarrkirche St. Jakobus d. Ä., ursprünglich als kleine Hallenkirche erbaut (13. Jahrhundert) Im Westturm befindet sich ein älterer Kern, der Stilelemente romanischer Bauweise aufweist, in den Jahren 1882/83 Umbau der Kirche mit Erweiterung nach Osten. Der Turm wurde 1948 aufgestockt und erhielt eine Haube im Stil des Barock. | nicht bek. | 10.01.1985       | 25              |
| weitere Bilder | Kapelle        | Elspe Vitusberg Karte                                      | Kapelle St. Vitus (Baujahr 1731), schlichter kleiner Putzbau mit dreiseitig geschlossenen Schmalseiten, Naturschieferdach und verschiefertem Dachreiter | 1731       | 18.07.1988       | 26              |
| Wohnhaus       | Wohnhaus       | Elspe Bielefelder Straße 41 Karte                          | Wohnhaus, stattlicher, zweigeschossiger Traufenbau mit 7 Achsen, verschiefertem Krüppelwalmdach und verputztem Mauerwerk. | nicht bek. | 10.05.1993       | 27              |
| Hochkreuz      | Hochkreuz      | Elspe Friedhof bei der Pfarrkirche St. Jakobus d. Ä. Karte | Hochkreuz auf dem alten Friedhof; schlichter und massiger Steinaufbau mit langer Inschrift und Datierung 1842 am Sockel, schematischer Korpus in etwas ungelenken und archaisierenden Formen | 1842       | 04.02.1994       | 28              |
| Grabkreuz      | Grabkreuz      | Elspe Friedhof bei der Pfarrkirche St. Jakobus d. Ä.       | Grabmal Pfarrer Hengstebeck, neogotisches Grabmal mit mehrfach gestaffeltem Aufbau | 1893       | 04.02.1994       | 29              |
| Grabkreuze     | Grabkreuze     | Elspe Friedhof bei der Pfarrkirche St. Jakobus d. Ä.       | Grabmal Pfarrer Kayser, neogotisches Grabmal mit hochrechteckiger Inschriftplatte und Steinkreuz mit Kelchrelief | 1844       | 04.02.1994       | 30              |
| Friedhofsmauer | Friedhofsmauer | Elspe Am Friedhof                                          | Kirchhofmauer aus Bruchstein, errichtet in 3 Bauabschnitten: der unterste Teil vermutlich 13. Jahrhundert, Mauerwerk mit engen Fugen aus Lehmfüllung; mittlerer Teil aus dünnplattigem Bruchsteinmauerwerk ohne erkennbare Fugenfüllung; der obere Teil typisches Bruchsteinmauerwerk mit Mörtelfugen.                                       | nicht bek. | 14.08.1989       | 31              |

## Gleierbrück-Grevenbrück
| Bild                                       | Bezeichnung                                | Lage                                                                       | Beschreibung | Bauzeit                 | Eingetragen seit | Denkmal- nummer |
| ------------------------------------------ | ------------------------------------------ | -------------------------------------------------------------------------- | --- | ----------------------- | ---------------- | --------------- |
| Wohnhaus                                   | Wohnhaus                                   | Gleierbrück Saalhauser Straße 10 Karte                                     | Wohnhaus, kleiner zweigeschossiger Fachwerkbau mit massivem Erdgeschoss und verschiefertem Satteldach; jüngere Sprossenfenster; alle vier Eckständer im Obergeschoss mit eingeschnitzten Rundstäben | nicht bek.              | 08.01.1991       | 32              |
| Wohnhaus                                   | Wohnhaus                                   | Gleierbrück Am Femhof 2 Karte                                              | Wohnhaus Femhof 2 (Baujahr 1937/38), mit seinen Giebeln ist der auf einem Bergsporn über dem Gleiertal auf einem Bruchsteinsockel errichtete einstöckige Fachwerkbau weithin sichtbar; die talseitige Giebelwand als Schauwand des Hauses ist reich durchfenstert. Erbauerin des Hauses war die Heimatdichterin Josefa Berens-Totenohl | 1937/38                 | 19.12.2003       | 33              |
| Amtshaus                                   | Amtshaus                                   | Grevenbrück Kölner Straße 57 Karte                                         | Altes Amtshaus, im Jahr 1910 als „Königlich Preußisches Katasteramt Förde“ erbaut. Der Denkmalwert des Gebäudes (ausgenommen der Erweiterungsbau) gründet sich besonders auf der Ornamentik an der Fassade und die rundbogigen Fenster; ab 1939 bis 1969 Sitz der Amtsverwaltung Bilstein; 1969 bis 1984 Stadtverwaltung Lennestadt; 1985 bezieht das Stadtarchiv das „Alte Amtshaus“; 1993 Eröffnung des Museums der Stadt Lennestadt im 2. und 3. Obergeschoss.                                                                                                | 1910                    | 02.12.1985       | 34              |
| weitere Bilder                             | Kirchengebäude                             | Grevenbrück Ortsmitte Karte                                                | Pfarrkirche St. Nikolaus (Baujahr 1887), große neugotische Hallenkirche mit gerade geschlossenem Chor, vorgestelltem quadratischem Westturm mit spitzem Helm und verschieferten Dächern; unverputztes Bruchsteinmauerwerk, s. auch Grevenbrück#Religion | 1887                    | 06.07.1987       | 35              |
| Fachwerkhäuser                             | Fachwerkhäuser                             | Grevenbrück Kölner Str. 20 Karte                                           | Hofhausanlage, an der Hauptstraße liegende Gebäudegruppe, die einen geschlossenen Eindruck vermittelt: a) ehem. Hofhaus, 2. Hälfte 18. Jahrhundert.; zweigeschossiger Fachwerkbau mit teils pfannen-, teils schiefergedecktem Satteldach; b) großes Fachwerkhaus, 19. Jahrhundert, mit pfannengedecktem Krüppelwalmdach und Bruchsteinerdgeschoss; vordere Giebelseite im oberen Teil verschiefert; c) zwischen den Gebäuden sind Reste alter kleinteiliger Hofpflasterung erhalten; insgesamt eindrucksvolle Anlage mit Gebäuden verschiedener Entstehungszeit. | zu a) 1782/83           | 18.07.1988       | 36              |
| Kapelle                                    | Kapelle                                    | Grevenbrück Am Kreuzberg Karte                                             | Kreuzberg Kapelle; kleiner neogotischer Putzbau mit dreiseitigem Chorschluss, zweifach gestuften Strebepfeilern und neu gedecktem Dach mit offenem Glockendachreiter; kleine Spitzbogenfenster und schlichte Tür, s. auch St. Nikolaus (Grevenbrück) | nicht bek.              | 30.12.1988       | 37              |
| Ehrenmal                                   | Ehrenmal                                   | Grevenbrück Kölner Straße Karte                                            | Kriegerehrenmal „Mälo“, Ehrenmal mit künstlichem Felsaufbau auf dem sich die große Statue eines hockenden Sugambrerfürsten mit Rüstung und Waffen befindet; auf der Inschrifttafel am Sockel wird der Opfer des Krieges 1870/71 gedacht. Die Statue wurde von dem heimischen Bildhauer Franz Belke geschaffen und trägt die Jahreszahl 1904. | 1904                    | 15.10.1990       | 38              |
| weitere Bilder                             | Bahnhof                                    | Grevenbrück Bahnhofsgelände Karte                                          | Bahnhofsempfangsgebäude; das Gebäude besteht aus dem zweieinhalb geschossigen Querhaus von drei Achsen Breite und dem dreiachsigen, eingeschossigen, linksseitig angebauten Längsflügel. Das Bruchsteingebäude ist im sogenannten Tudorstil errichtet. Nach Renovierung wird das Gebäude ab Ende 2013 genutzt als Essbahnhof (Gastronomie), Kulturbahnhof (Veranstaltungen) und Museumsbahnhof (Bildansicht aus März 2014). | 1861 (Erweiterung 1904) | 14.08.1991       | 39              |
| Bahngleisüberdachung                       | Bahngleisüberdachung                       | Grevenbrück Bahnhofsgelände                                                | Bahnsteigüberdachung; es handelt sich um ein sog. einstieliges Bahnsteigdach, bestehend aus 11 auf der Mittellinie angeordneten Eisenstützen. Es ist ein frühes Beispiel für eine Überdachung dieser Art. | 1893                    | 20.10.1999       | 39a             |
| Fachwerkhaus                               | Fachwerkhaus                               | Grevenbrück Twiene 29 Karte                                                | Hofhaus Baujahr 1764; stattlicher Fachwerkbau mit Pfannendach und abgewalmten und verschieferten Spitzen; Erdgeschoss massiv mit modernem Rauputz versehen; das vordere Giebeltrapez kragt über Balkenköpfen und profilierten Füllhölzern vor. | 1764                    | 09.12.1991       | 40              |
| Hofhaus                                    | Hofhaus                                    | Grevenbrück Zum Salzhaus 2 Karte                                           | Ehemaliges Hofhaus zum Salzhaus (Arenshof 2), Baujahr 1711; das Hofhaus zählt zu den drei ältesten erhaltenen Hofhäusern in Lennestadt und ist in seinen wesentlichen Strukturen noch erhalten. Rückwärtiger Wohngiebel und die linke Traufseite sind insgesamt in Fachwerk erstellt, die rechte Traufwand im Erdgeschoss wurde massiv errichtet, ebenso der Wirtschaftsgiebel; mit dem Hofhaus Arenshof 1 und der zugehörigen Bruchsteinremise sowie dem sog. Ehemaligen Salzhaus bildet es eine geschlossene Gruppe hinter dem Veischedebach.                  | 1711                    | 04.12.1991       | 41              |
| Wohnhaus                                   | Wohnhaus                                   | Grevenbrück Kölner Straße 80 Karte                                         | repräsentatives Wohnhaus, zweigeschossiger Bau auf hohem Kellersockel; Erdgeschoss massiv, Obergeschoss aus Fachwerk mit Lehmstakung und Verschieferung. Eingang in der Mittelachse der straßenseitigen Fassade über eine kurze einläufige Treppe erreichbar | nicht bek.              | 07.02.1995       | 42              |
| Wohnhaus                                   | Wohnhaus                                   | Grevenbrück Kölner Straße 81 Karte                                         | Das Wohnhaus wurde im Jahr 1913 im Reformstil für die Aktiengesellschaft Siegener Dynamitfabrik in Förde (heute Grevenbrück) errichtet. Das Objekt weist eine anspruchsvolle Gestaltung auf, die u. a. in der Verschieferung der Obergeschosse, der vorspringenden Geschossgesimse und der Gestaltung des Erkers im Erdgeschoss zum Ausdruck kommt | 1913                    | 21.10.2016       | 102             |
| Nepomuk-Figur                              | Nepomuk-Figur                              | Grevenbrück Lennebrücke Karte                                              | Die Nepomuk-Figur wurde im Jahr 1949 aus Muschelkalk von dem heimischen Bildhauer Ewald Büngener als freie Nachbildung der Vorgängerfigur geschaffen. Diese stammte wohl aus dem 16. Jahrhundert und war mit der Sprengung der Lennebrücke im Jahr 1945 untergegangen. | 1949                    | 05.03.2014       | 100             |
| Alter evangelischer Friedhof Auf der Hardt | Alter evangelischer Friedhof Auf der Hardt | Grevenbrück Waldgebiet oberhalb der Kreuzung (B55/B236) an der Lennebrücke | Angelegt um 1880 als privater Friedhof der Familie Hüttenhein, seit dem 31. Juli 1920 im Besitz der ev. Kirchengemeinde, eingeweiht am 31. Oktober 1920 als Friedhof der Gemeinde, hier fanden bis 1962 alle Verstorbenen der ev. Kirchengemeinde Grevenbrück ihre letzte Ruhestätte. | 1880                    | 05.05.2014       | 101             |
| Wohnhaus                                   | Wohnhaus                                   | Grevenbrück Hangstraße 8 Karte                                             | repräsentatives zweigeschossiges Wohngebäude mit einem dritten Mansardengeschoss unter einem flach geneigten Vollwalmdach. | ca. 1920                | 19.06.2020       | 112             |

## Halberbracht-Hespecke-Kickenbach
| Bild                    | Bezeichnung             | Lage                                         | Beschreibung | Bauzeit    | Eingetragen seit | Denkmal- nummer |
| ----------------------- | ----------------------- | -------------------------------------------- | --- | ---------- | ---------------- | --------------- |
| Stollenmundloch         | Stollenmundloch         | Halberbracht Bermker Stolln Karte            | Stollenmundloch „Bermker Stollen“; schlichter, rundbogiger Eingang mit giebelartigem Aufsatz, über dem Eingang Relief mit zwei gekreuzten Hämmern als Symbol des Bergbaus | nicht bek. | 03.03.1994       | 43              |
| Ehrenmal                | Ehrenmal                | Halberbracht Ortsmitte                       | Das Ehrenmal ist bedeutend, weil es als Mahnmal an die Opfer beider Weltkriege und - selten zu finden - an die Opfer der harten Arbeit im Bergrevier erinnert | 1966       | 25.04.2017       | 104             |
| Seilscheibe Baroschacht | Seilscheibe Baroschacht | Halberbracht Ortsmitte vor der Schützenhalle | Das Baudenkmal erinnert an die Zeit des Bergbaus (Angaben:Abgeteuft 1872-1962, Schachttiefe 654 Meter, Verfüllung 1997) | ab 1872    | 03.08.2020       | 113             |
| Hofhaus                 | Hofhaus                 | Hespecke Hespecke 18 Karte                   | Hofhaus Hespecke 18; stattlicher Fachwerkbau mit verschiefertem Satteldach, massivem Erdgeschoss und zierverschiefertem Obergeschoss; im vorderen Giebel befindet sich ein eindrucksvolles Deelentor mit geschwungenem Torbalken und geschnitzten Ornamenten                                                     | nicht bek. | 02.01.1989       | 44              |
| weitere Bilder          | Kapelle                 | Kickenbach Ortsmitte Karte                   | Kapelle St. Hubertus; einfacher Saalbau, zu Beginn des 20. Jahrhunderts mit Querhaus und Altarkonche an der Westseite erweitert, s. auch Kickenbach#Religion. | 1712       | 04.06.1985       | 45              |
| Fachwerkhaus            | Fachwerkhaus            | Kickenbach Kickenbacher Straße 20 Karte      | Fachwerkhaus Kickenbacherstr.20; Baujahr um 1850, zweigeschossiger Fachwerktraufenbau mit Kunstschiefersatteldach und massivem Erdgeschoss im linken Teil, Giebelseiten zum Teil mit Naturschiefer verkleidet.                                                                                                   | um 1850    | 08.01.1991       | 46              |
| Fachwerkhaus            | Fachwerkhaus            | Kickenbach Schmallenberger Str. 39 Karte     | Fachwerkhaus Schmallenberger Str. 39; im ersten Viertel des 19. Jahrhunderts erbaut, stattlicher Fachwerkbau mit 2 Geschossen und verschiefertem Krüppelwalmdach, südliche und westliche Seite des Hauses ebenfalls verschiefert. Der Hauptzugang erfolgt über eine mittig angeordnete, doppelläufige Freitreppe | vor 1831   | 06.07.1993       | 47              |
| Fachwerkhaus            | Fachwerkhaus            | Kickenbach Zum Grund 2 Karte                 | Fachwerkhaus Zum Grund 2; kleiner zweigeschossiger Fachwerk-Traufenbau mit Naturschiefer-Satteldach. | um 1890    | 30.03.1994       | 106             |

## Kirchveischede
| Bild           | Bezeichnung  | Lage                                        | Beschreibung | Bauzeit    | Eingetragen seit | Denkmal- nummer |
| -------------- | ------------ | ------------------------------------------- | --- | ---------- | ---------------- | --------------- |
| Fachwerkhaus   | Fachwerkhaus | Kirchveischede Westfälische Straße 41 Karte | Fachwerkhaus (Haus Nolting); erbaut 1784 als zweigeschossiger Fachwerkbau mit Satteldach und massivem Untergeschoss, es zählt zum Grundtyp des niederdeutschen Hallenhauses und wurde als Vierständerhaus errichtet | 1784       | 15.01.1985       | 48              |
| weitere Bilder | Pfarrkirche  | Kirchveischede Ortsmitte Karte              | Pfarrkirche St. Servatius; frühgotische Saalkirche aus dem 13. Jahrhundert, Erweiterung im Jahre 1908, die Barockorgel stammt aus den Jahren um 1758 | nicht bek. | 04.06.1985       | 49              |
| Fachwerkhaus   | Fachwerkhaus | Kirchveischede Westfälische Straße 43 Karte | Haus Schlüngermann (Baujahr um 1880), zweigeschossiger Fachwerkbau mit pfannengedecktem Satteldach und umlaufender Grundschwelle, etwas vergrößerte neue Fenster mit kleinformatiger Sprossenteilung. | um 1880    | 18.07.1988       | 50              |
| Fachwerkhaus   | Fachwerkhaus | Kirchveischede Westfälische Straße 48 Karte | Haus Nolting (Baujahr 1785), zweigeschossiger Fachwerkbau mit massivem Erdgeschoss, Satteldach mit strukturierten Bitumenplatten, jüngere kleinteilige Sprossenfenster. | 1785       | 18.07.1988       | 51              |
| Fachwerkhaus   | Fachwerkhaus | Kirchveischede Westfälische Straße 50 Karte | Haus Hein (Baujahr 1784), zweigeschossig mit dem Giebel zur Straße und einem Satteldach, in der Achse des Hauses Eingangstür mit fein versprosstem Oberlicht. | 1784       | 04.06.1985       | 52              |
| Fachwerkhaus   | Fachwerkhaus | Kirchveischede Röthe 1 Karte                | Haus Hardenacke (erbaut 1785), zweigeschossiges Fachwerkhaus mit massivem Erdgeschoss, Satteldach mit schwarzen Wellplatten gedeckt; reich gestaltete Vorderfassade mit langen Inschriften an Schwellen-, Dach- und Kehlbalken, imposantes Deelentor mit mehrfach geschwungenem Torbalken sowie plastischen und eingeritzten Ornamenten. | 1785       | 18.07.1988       | 53              |
| Fachwerkhaus   | Fachwerkhaus | Kirchveischede Röthe 4 Karte                | zweigeschossiges Fachwerkhaus (erbaut 1785) mit ähnlichem Erscheinungsbild wie Haus Röthe Nr. 1 | 1785       | 30.12.1988       | 54              |
| Fachwerkhaus   | Fachwerkhaus | Kirchveischede Röthe 6 Karte                | Haus Sondermann (erbaut 1784) ebenfalls zweigeschossiger Fachwerkbau mit ähnlichem Erscheinungsbild wie das Haus Röthe 1 | 1784       | 30.12.1988       | 55              |
| Fachwerkhaus   | Fachwerkhaus | Kirchveischede Zum Kellenberg 2 Karte       | Fachwerkhaus (Haus Epe); erbaut 1784, zweigeschossiger Fachwerkbau mit massivem Erdgeschoss, Satteldach mit Bitumenplatten gedeckt, lange Inschriften an Schwellen-, Dach- und Kehlbalken | 1784       | 30.12.1988       | 56              |
| Pfarrhaus      | Pfarrhaus    | Kirchveischede Zum Kellenberg 6 Karte       | Pfarrhaus (erbaut 1784, Umbau im Jahr 1929); Fachwerkbau mit zwei Geschossen, unteres Geschoss massiv, Krüppelwalmdach mit Kunstschiefer gedeckt, Obergeschoss der südwestlichen Traufseite mit Naturschiefer verkleidet | 1784       | 30.12.1988       | 57              |
| Fachwerkhaus   | Fachwerkhaus | Kirchveischede Am Radenberg 1 Karte         | Fachwerkhaus (Haus Drücke, erbaut 1787); typisches sauerländisches Längsdeelenhaus mit Bruchsteinsockel- und Fachwerkobergeschoss, schmuckvolle Giebelfassade mit Inschriften und Ladeluke | 1787       | 17.04.1989       | 58              |

## Maumke-Meggen
| Bild                                         | Bezeichnung                                  | Lage                                             | Beschreibung | Bauzeit     | Eingetragen seit   | Denkmal- nummer |
| -------------------------------------------- | -------------------------------------------- | ------------------------------------------------ | --- | ----------- | ------------------ | --------------- |
| weitere Bilder                               | Sowjetischer Ehrenfriedhof                   | Maumke (Waldbereich Bachstraße) Karte            | Der Friedhof wurde vermutlich im Jahre 1944 nach dem Unglück in der Bergwerksgrube Sachtleben angelegt, weil auf den Friedhöfen in Meggen und Maumke nur katholische Verstorbene beigesetzt werden durften. Der im Juli 1945 auf Weisung der Sowjetischen Militärmission errichtete Gedenkstein erinnert an verstorbene sowjetische Zwangsarbeiter. Insgesamt sind 98 Gräber bekannt. | 1944/45     | 09.04.2014         | 98              |
| Schachtanlage                                | Schachtanlage                                | Meggen Schachtanlage Karte                       | Schachtanlage Sicilia; das Objekt (bestehend aus Schacht- und Maschinenhalle, Fördergerüst sowie zwei Elektrofördermaschinen) ist bedeutend für die Stadt Lennestadt, weil es ein besonders anschauliches Dokument für die Entwicklung der Wirtschafts- und Sozialgeschichte des heutigen Ortsteiles Meggen darstellt (s. auch Beitrag Bergbaumuseum Siciliaschacht). Unter Denkmalschutz stehen drei Bereiche der Schachtanlage (Datum der Eintragung in Klammern): Schachtanlage mit Fördermaschinenhallen (31. Oktober 1997), Markenkontrollgebäude (22. März 1999) und Kompressorenhaus mit Toranlage (21. April 1999) | 1950–1955   | s. u. Beschreibung | 59              |
| Heiligenhäuschen                             | Heiligenhäuschen                             | Meggen Am alten Kirchweg zur Mutterpfarrei Elspe | Heiligenhäuschen an der Steppel; quadratisch (3 × 3 Meter) erbaute und ca. 2,50 Meter hohe Wegekapelle mit einem pyramidisch geformten Dach; Baujahr unbekannt, aber urkundliche Erwähnung im Jahr 1778 in Verbindung mit einem Schnadegang (Grenzbegehung), s. auch Beitrag Meggen (Lennestadt)#Religion | nicht bek.  | 17.11.2008         | 60              |
| Barbara Statue                               | Barbara Statue                               | Meggen Lennebrücke Karte                         | Barbara Statue; eine im Jahr 1930 aus Kalkstein von dem Bildhauer Franz Belke geschaffene Barbara - Figur von 225 cm Höhe, die Statue wurde auf der damaligen Lennebrücke errichtet, Restauration im Jahr 1985 im Zuge des Brückenneubaus, die Hl. Barbara ist als Schutzpatronin der Bergleute bedeutend für den Bergbauort Meggen | 1930        | 17.03.2009         | 61              |
| Pfarrkirche                                  | Pfarrkirche                                  | Meggen Ortsmitte Karte                           | Kath. Pfarrkirche St. Bartholomäus; Baujahr 1895/96, neuromanische Basilika mit vorgestelltem Westturm, östlichem Querhaus, Bruchsteinmauerwerk und Schieferdächer, s. auch Artikel St. Bartholomäus (Meggen) | 1895/96     | 15.01.1985         | 62              |
| Pfarrhaus                                    | Pfarrhaus                                    | Meggen Bartholomäusweg 3 Karte                   | Pfarrhaus (Baujahr 1915); eingeschossiger Putzbau mit ausgebautem Mansard-Satteldach. Die Vorder- und Rückseite des Gebäudes zeichnen sich durch übergiebelte Dachhäuschen und Vorbauten aus | 1915        | 15.01.1985         | 63              |
| Hofhaus                                      | Hofhaus                                      | Meggen Im Hof 7 Karte                            | Hofhaus (Baujahr 1765); ehem. Bauernhaus mit Bruchsteinerd- und Fachwerkobergeschoss, im Obergeschoss 3 Seiten verschiefert, Satteldach in Naturschiefer gedeckt | 1765        | 02.01.1989         | 64              |
| Hofhaus                                      | Hofhaus                                      | Meggen Grubenstraße 3 Karte                      | ehemaliger Kunzenhof, denkmalwert ist das ehemalige landwirtschaftliche Wohn- und Wirtschaftsgebäude mit seinem ehemaligen Wirtschaftsteil (u.a. Kuh- und Pferdeställe, Speicherboden) von 1834 und dem kleinen angrenzenden ehemaligen Wohnbereich aus dem 17. Jahrhundert. | 1834        | 22.07.2020         | 114             |
| Kriegerehrenmal                              | Kriegerehrenmal                              | Meggen Dierkesplatz Karte                        | Von dem Bildhauer Franz Belke geschaffenes Kriegerehrenmal (Baujahr 1933); hoher, massiver Block aus Quadermauerwerk mit dreieckigem Grundriss, an den Seiten Inschrifttafeln mit den Namen der Opfer der Kriege 1870/71, 1914–18 und nachträglich 1939–1945, an den Ecken befinden sich jeweils Steinfiguren: Bergmann, Soldat und Hüttenarbeiter | 1933        | 18.09.1989         | 65              |
| Stollenmundloch                              | Stollenmundloch                              | Meggen Wolbecke 21 Karte                         | Stollenmundloch; gedrückte Rundbogenöffnung mit Rahmung aus Stein-Quadern, über der heute vermauerten Öffnung befindet sich ein Reliefstein mit zwei gekreuzten Hämmern als Symbol des Bergbaus | nicht. bek. | 03.03.1994         | 66              |
| ehem. Kraftzentrale                          | ehem. Kraftzentrale                          | Meggen Meggener Str. 7b Karte                    | Ehemalige Kraftzentrale der Sachtleben Bergbau AG; die ehem. Kraftzentrale besteht aus einer Maschinenhalle mit angrenzendem Kesselhaus und dem rückseitig gelegenen Kohlenturm. Das im Jahr 1913 errichtete Maschinenhaus hat eine repräsentative Fassade in neobarockem Stil. | 1913/1916   | 16.10.1995         | 67              |
| Bergarbeitersiedlung                         | Bergarbeitersiedlung                         | Meggen In der Wolbecke Karte                     | Arbeitersiedlung In der Wolbecke; es handelt sich um sieben im Jahr 1919 errichtete Doppelhäuser, jede Doppelhaushälfte als Einfamilienhaus konzipiert, Kellerräume sowie die hangseitigen Wände des Erdgeschosses aus Bruchstein, die übrigen Außen- und Innenwände des Erdgeschosses und des Dachgeschosses als Holzfachwerk mit Schwemmsteinausmauerung | 1919        | 07.12.1995         | 68              |
| ehem. Umspannwerk                            | ehem. Umspannwerk                            | Meggen Meggener Str. 12 Karte                    | Umspannwerk; im Jahr 1920 als verputzter Ziegelsteinbau errichtet, es besteht aus dem Schalthaus mit rückwärtigem Anbau, einem turmartig ausgebildeten Treppenhaus und einem Anbau mit zwei Wohnungen | 1920        | 18.07.1996         | 69              |
| Alte Post                                    | Alte Post                                    | Meggen Meggener Str. 52 Karte                    | Es handelt sich um einen zweigeschossigen Ziegelbau mit einem pfannengedeckten Satteldach. Denkmalwert ist das gesamte Bauwerk mit seinen historischen Holzfenstern und Türen. Für die Erhaltung und Nutzung sprechen auch städtebauliche Gründe, weil das Haus den historischen Ortskern Meggens erkennbar macht und prägt. | 1901        | 10.04.2019         | 107             |
| Ehemalige Direktorenvilla                    | Ehemalige Direktorenvilla                    | Meggen Meggener Str. 53 Karte                    | Das zweigeschossige Wohnhaus mit einem niedrigen Wintergarten-Anbau steht auf einem nahezu quadratischen Grundriss, es trägt ein Vollwalmdach. Für die Erhaltung und Nutzung sprechen wissenschaftliche Gründe hinsichtlich der Architekturgeschichte, weil das Gebäude zu den in der Region seltenen Vertretern in der Nachfolge des „Neuen Bauens“ der 1920er-Jahre gehört. | 1934        | 26.03.2019         | 108             |
| Ehemalige Vikarie                            | Ehemalige Vikarie                            | Meggen Von-Stephan-Straße 7 Karte                | Architektonisch zeigt sich das Haus im Stil einer gemäßigten Moderne. Mit dem Erker, den Gittern, der Verdachung des Eingangs und den Türen sind Elemente zu sehen, die unter anderem aus dem vom Bauhaus vertretenen Formenkanon entnommen wurden. Mit dem massiven Sockel und dem optisch lastenden Dach werden geschickt traditionelle Formen zur Wirkung gebracht. Die ehemalige Vikarie steht in einem räumlich-historischen Verbund mit dem benachbarten Pfarrheim und der Kirche im Ortskern und belegt die Bedeutung der katholischen Gemeinde im Meggen.                                                          | 1934/35     | 10.05.2019         | 109             |
| Grabdenkmal für französische Kriegsgefangene | Grabdenkmal für französische Kriegsgefangene | Meggen Ringstraße Karte                          | Die etwa drei Meter hohe Stele ist von hoher gestalterischer Qualität und in seiner Art als französisches Werk in Deutschland auch wohl selten anzutreffen. Das Denkmal ist insbesondere bedeutend für Meggen und Maumke, weil es in seltener Anschaulichkeit die Geschichte der Orte im Ersten Weltkrieg mit bezeugt. | 1918        | 17.10.2014         | 99              |

## Neukamp-Langenei-Oberelspe
| Bild                                         | Bezeichnung                                  | Lage                                                                                      | Beschreibung | Bauzeit    | Eingetragen seit | Denkmal- nummer |
| -------------------------------------------- | -------------------------------------------- | ----------------------------------------------------------------------------------------- | --- | ---------- | ---------------- | --------------- |
| Einlaufwerk zum Laufwasserkraftwerk Bamenohl | Einlaufwerk zum Laufwasserkraftwerk Bamenohl | Neukamp An der Lenne Karte                                                                | Einlaufbauwerk zu dem auf dem Gebiet der Nachbargemeinde Finnentrop liegenden Laufwasserkraftwerk Bamenohl. Es wurde am 2. September 1996 in die Denkmalliste der Stadt Lennestadt aufgenommen. Für die Erhaltung sprechen u. a. technikgeschichtliche Gründe, weil es den Wasserkraftwerkbau der 1920er Jahre in Westfalen dokumentiert.                    | um 1920    | 02.09.1996       | 102             |
| Jüdischer Friedhof                           | Jüdischer Friedhof                           | Langenei Unterhalb des Friedhofs der kath. Kirchengemeinde am Ufergelände der Lenne Karte | Jüdischer Friedhof; denkmalwert ist die Fläche des jüdischen Friedhofs mit den darauf zurzeit sichtbaren zwölf mit Bodendeckern bewachsenen, gleichförmig gestalteten Grabstellen, Gedenkstein: Hier ruhen in geweihter Erde unsere jüdischen Mitbürger | nicht bek. | 17.03.2009       | 70              |
| Altes Forsthaus                              | Altes Forsthaus                              | Langenei Fredeburger Straße 53 Karte                                                      | Forsthaus (erbaut 1802); queraufgeschlossener, zweigeschossiger Fachwerkbau mit verschiefertem Satteldach | 1802       | 06.07.1987       | 71              |
| Hofhaus                                      | Hofhaus                                      | Langenei Fredeburger Straße 35 Karte                                                      | Ehem. Hofhaus (Baujahr 1757); Fachwerkbau mit Kunstschiefer-Satteldach und alter Balkenlage, Außenwände des Stall- und Küchenteiles im Erdgeschoss aus Bruchsteinmauerwerk, im übrigen aus Fachwerk, vordere Giebelwand mit altem Deelentor | 1757       | 05.12.1991       | 72              |
| Kapelle                                      | Kapelle                                      | Melbecke Dorfmitte Karte                                                                  | Kapelle St. Katharina; kleiner schlichter Putzbau mit dreiseitigem Chorschluss, Naturschieferdach und verschiefertem Dachreiter. Schmucklose Fenster- und Türöffnungen mit segmentbogigem Abschluss, s. auch Beitrag Melbecke, Abschnitt: Kapelle. | nicht bek. | 30.12.1988       | 73              |
| Fachwerkhaus                                 | Fachwerkhaus                                 | Oberelspe Grenzweg 4 Karte                                                                | Wohnhaus Grenzweg 4; zweigeschossiger Fachwerkbau in Stockwerkbauweise mit Fußstreben in den Eckgefachen und umlaufender Grundschwelle;Giebeldreieck mit symmetrischer Gefachteilung und heute geschlossener Ladeluke zum Dachboden; obere Spitze des Giebeldreiecks verbrettert; rechte nördliche Traufseite aus Fachwerk mit modernem zusätzlichen Eingang | um 1900    | 10.10.1994       | 74              |

## Oedingen-Oedingerberg
| Bild              | Bezeichnung             | Lage                                                  | Beschreibung | Bauzeit | Eingetragen seit | Denkmal- nummer |
| ----------------- | ----------------------- | ----------------------------------------------------- | --- | ------- | ---------------- | --------------- |
| weitere Bilder    | St. Burchard (Oedingen) | Oedingen Ortsmitte Karte                              | Kath. Pfarrkirche St. Burchard (Baujahr 1832); die Kirche wurde mit einem klassizistischen Langhaus errichtet. Von einem Bau des 13. Jahrhunderts blieb der Westturm erhalten, dreischiffig angelegter Bau mit flacher Decke.                   | 1832    | 07.04.1986       | 75              |
| Wallfahrtskapelle | Wallfahrtskapelle       | Oedingerberg Exponierte Stelle am Oedinger Berg Karte | Wallfahrtskapelle St. Johannes; im Jahr 1716 errichteter kleiner, massiver Saalbau mit dreiseitigem Chorschluss und Glockenturm im Westen, die Kapelle gilt als Nachfolgebau der 1670 eingestürzten Stiftskirche (s. auch Beitrag Oedingerberg) | 1716    | 10.01.1985       | 76              |
| Hofhaus           | Hofhaus                 | Oedingerberg Oedinger Berg 3 Karte                    | Hofhaus Oedingerberg 3(Baujahr 1779);stattlicher zweigeschossiger Fachwerkbau mit zum Teil aufwendiger Verzierung, symmetrisch angelegtes Fachwerkgefüge mit teilweiser Lehmausfachung                                                          | 1779    | 07.02.1995       | 77              |

## Saalhausen
| Bild           | Bezeichnung  | Lage                                        | Beschreibung | Bauzeit    | Eingetragen seit | Denkmal- nummer |
| -------------- | ------------ | ------------------------------------------- | --- | ---------- | ---------------- | --------------- |
| weitere Bilder | Pfarrkirche  | Saalhausen Ortsmitte Karte                  | Pfarrkirche St. Jodokus; im Jahr 1909 nach Westen neu errichtet, von der ursprünglichen Kirche aus der ersten Hälfte des 13. Jahrhunderts (kleiner einschiffiger Gewölbebau im Übergangsstil von der Romanik zur Gotik) ist nur das östliche Joch erhalten (s. auch Beitrag Saalhausen (Lennestadt)#Religion)                                                              | 1909       | 02.10.1985       | 78              |
| Hofhaus        | Hofhaus      | Saalhausen Auf der Jenseite 10 Karte        | Hofanlage Auf der Jenseite 10; a) Hofhaus, stattlicher Fachwerkbau mit massivem Erdgeschoss und verschiefertem Krüppelwalmdach b) Scheune, Fachwerkbau mit ebenfalls verschiefertem Krüppelwalmdach und mehreren Toren mit Inschriften in den Torbalken | nicht bek. | 07.06.1991       | 79              |
| Fachwerkhaus   | Fachwerkhaus | Saalhausen Winterberger Straße 23 Karte     | eingeschossiger Fachwerkbau mit 5 Achsen über einem Quadersockel und einem hohen Walmdach. | nicht bek. | 09.10.1990       | 80              |
| Fachwerkhaus   | Fachwerkhaus | Saalhausen Winterberger Straße 30 Karte     | zweigeschossiger Fachwerkbau mit Krüppelwalmdach und 5-achsiger Fassade. | 1819       | 08.06.1990       | 81              |
| Fachwerkhaus   | Fachwerkhaus | Saalhausen Winterberger Straße 35 Karte     | zweigeschossiger Fachwerkbau (Baujahr um 1900), Eingang in der Mittelachse, schiefergedecktes Satteldach | um 1900    | 06.10.1995       | 82              |
| Fachwerkhaus   | Fachwerkhaus | Saalhausen Winterberger Straße 41 Karte     | zweigeschossiger Fachwerkbau mit massivem Erdgeschoss und verschiefertem Satteldach mit abgewalmter vorderer Spitze, Giebelschild mit Schmuckverbretterung | nicht bek. | 18.07.1988       | 83              |
| Fachwerkhaus   | Fachwerkhaus | Saalhausen Winterberger Straße 45 Karte     | zweigeschossiger Fachwerkbau (19. Jahrhundert) auf hohem, massivem Kellersockel, Eingang in der straßenseitigen Fassade über zweiarmige Freitreppe mit Kellerhalstür. | nicht bek. | 16.10.1995       | 84              |
| Fachwerkhaus   | Fachwerkhaus | Saalhausen Winterberger Straße 46 Karte     | zweigeschossiger Fachwerkbau mit massivem Erdgeschoss, im straßenseitigen Giebeldreieck symmetrisch angelegte Gefachteilung mit vollständig ornamentiertem Ständer in der Mittelachse | nicht bek. | 07.02.1995       | 85              |
| Fachwerkhaus   | Fachwerkhaus | Saalhausen Winterberger Straße 51 Karte     | Repräsentativer und auffälliger Fachwerkbau mit verschiefertem Krüppelwalmdach, an beiden Traufseiten Dachausbauten in Form von kombinierten Gauben und Dachhäusern, massives Erdgeschoss, reich behandelte vordere Giebelfassade. | nicht bek. | 04.02.1992       | 86              |
| Fachwerkhaus   | Fachwerkhaus | Saalhausen Winterberger Straße 53 Karte     | zweigeschossiger Fachwerkbau mit massivem Erdgeschoss und Kunstschiefer-Satteldach, reich behandelte Giebelfassade mit langen Inschriften an Schwellen- und Dachbalken, barocke Haustür mit Oberlicht | nicht bek. | 09.01.1990       | 87              |
| Fachwerkhaus   | Fachwerkhaus | Saalhausen Auf der Stenn 4 Karte            | Haus-Auf der Stenn 4, zweigeschossiger Fachwerkbau mit Kunstschiefer-Satteldach und ausgebautem Dach, rechts quergestellter kurzer Fachwerkanbau. Das Haus gehört zu den ältesten noch vorhandenen Gebäuden Saalhausens | 1719       | 08.06.1990       | 88              |
| Fachwerkhaus   | Fachwerkhaus | Saalhausen Auf der Stenn 2 Karte            | Haus-Auf der Stenn 2 (Baujahr 1725): Kleiner Fachwerkbau mit zwei Geschossen und Kunstschiefer-Satteldach; das Haus gehört (neben Auf der Stenn Nr. 4) ebenfalls zu den ältesten noch vorhandenen Gebäuden Saalhausens | 1725       | 07.06.1990       | 89              |
| Fachwerkhaus   | Fachwerkhaus | Saalhausen Amselstraße 1 Karte              | Fachwerkhaus Amselstraße 1 (erbaut 1705); schlichter Fachwerkbau mit pfannengedecktem Satteldach und jüngeren Anbauten im hinteren Teil, wirksame Giebelfassade mit ornamentiertem Mittelständer im Giebeldreieck und altem Torbalken über der Haustür | 1705       | 08.06.1990       | 90              |
| Hofhaus        | Hofhaus      | Saalhausen In den Peilen 7 Karte            | Hofhaus In den Peilen 7 (Baujahr 1848); zweigeschossiger Fachwerkbau mit Kunstschiefer-Satteldach und jüngerem Fachwerkanbau an der Vorderseite rechts, Deelentor mit nahezu rechteckigem Torgestell | 1848       | 07.06.1990       | 91              |
| Schulgebäude   | Schulgebäude | Saalhausen Fasanenweg 5 Karte               | Im Jahr 1955 errichtetes, langgestrecktes Schulgebäude mit einer Grundfläche von 14 × 63 Meter. Die dem Dorf zugewandte Fassade öffnet sich vor der Pausenhalle mit großen Fensterscheiben. Daneben setzt sich ein Band von kleinen Fenstern unter dem Dachansatz über die beinahe gesamte Fassade fort.                                                                   | 1955       | 27.06.2012       | 97              |
|                | Steinpfeiler | Saalhausen Messpunkte Rädmering und Lümberg | Trigonometrischer Punkte TP-Nr. 4814 (Rädmerig) und TP-Nr. 4815 (Lümberg), Steinpfeiler des Dreiecknetzes II. Ordnung im Herzogtum Westfalen von 1817; Trigonometrische Punkte gehören allgemein zu einem Netz von Festpunkten mittels derer ein größerer Teil der Erdoberfläche, z. B. ein Land vermessen wird (siehe Hinweis auf der Diskussionsseite zu diesem Artikel) | 1817       | 29.12.1997       | 92              |

## Sporke-Theten
| Bild                | Bezeichnung         | Lage                             | Beschreibung | Bauzeit    | Eingetragen seit | Denkmal- nummer |
| ------------------- | ------------------- | -------------------------------- | --- | ---------- | ---------------- | --------------- |
| Hofhaus mit Scheune | Hofhaus mit Scheune | Sporke Mondscheinstraße 35 Karte | Hofanlage an der Mondscheinstraße; Fachwerkbau mit pfannengedecktem Satteldach und massivem Erdgeschoss; sehr reich verzierte vordere Giebelfassade mit langen Inschriften an Schwellen-, Dach- und Kehlbalken, Mittelachse durch aufgemalte Schmuckelemente betont                                                                                  | nicht bek. | 18.07.1988       | 93              |
| Hofhaus             | Hofhaus             | Sporke Mondscheinstraße 38 Karte | weitere Hofanlage in der Mondscheinstraße (Baujahr 1766); stattlicher Fachwerkbau vom Typ eines niederdeutschen Hallenbaus in der Gestalt eines Vier-Ständer-Baues, mit Kunstschiefersatteldach und reich verzierter Giebelfassade, Inschriften an Schwellen-, Dach- und Kehlbalken, Ornamentmalereien auf der Mittelachse                           | 1766       | 09.11.1988       | 94              |
| weitere Bilder      | Kapelle             | Theten Dorfmitte Karte           | Kapelle St. Lorenz und Vinzenz; schlichter Putzbau mit Kunstschieferdach und kleinem Dachreiter mit barockem Helm, Baukörper wegen durchgreifender Veränderungen und Erweiterungen nicht denkmalwert, denkmalwürdige Objekte sind der barocke Altar und die Glocke aus dem 16. Jahrhundert (s. auch Beitrag Theten (Lennestadt), Abschnitt: Kapelle) | nicht bek. | 30.12.1988       | 95              |